# Zonalnaja Stancyja
Zonalnaja Stancyja (ros. Зональная Станция) – osiedle w Rosji, w obwodzie tomskim.